# Intimacy (Bloc Party)
Intimacy è il terzo album in studio dei Bloc Party, uscito in formato digitale il 21 agosto 2008 e in versione fisica il 20 ottobre 2008.

## Tracce
1. Ares – 3:30
2. Mercury – 3:53
3. Halo – 3:36
4. Biko – 5:01
5. Trojan Horse – 3:32
6. Signs – 4:40
7. One Month Off – 3:39
8. Zephyrus – 4:35
9. Better Than Heaven – 4:22
10. Ion Square – 6:33